# Jorge Enrique Jiménez Carvajal
Jorge Enrique Jiménez Carvajal, C.I.M. (* 29. března 1942, Bucaramanga) je kolumbijský římskokatolický kněz a řeholník, emeritní arcibiskup cartagenský.

## Stručný životopis
V roce 1959 vstoupil do Kongregace Ježíše a Marie, roku 1964 složil slavné sliby a v roce 1967 přijal kněžské svěcení. Roku 1992 jaj papež Jan Pavel II. jmenoval biskupem v Zipaquirá, roku 2004 se stal koadjutorem cartagenského arcibiskupa Carlose Josého Ruiseca Vieiry, po jehož rezignaci ze zdravotních důvodů v roce 2005 nastoupil na jeho místo. 25. března 2021 přijal papež František jeho rezignaci z důvodů dosažení věkového limitu.

## Kardinálská kreace
V neděli 29. května 2022 papež František ohlásil, že v konzistoři dne 27. srpna 2022 jmenuje 21 nových kardinálů, mezi nimi i Mons. Jiméneze Carvajala, který v době jmenování bude mít více než 80 let, a nebude proto patřit mezi kardinály volitele. 